# 倫敦塔橋
倫敦塔橋是一座位於英國倫敦的高塔式鐵橋，為一座結合上開橋、悬索桥以及直到1960年前曾兼具懸臂橋功能的橋樑。該橋建於1886年至1894年間，由建築師霍勒斯·瓊斯設計，並由工程師約翰·沃爾夫·巴里與亨利·馬克·布魯內爾協力完成。該橋橫跨泰晤士河，鄰近倫敦塔，是由城市橋樑基金會擁有與維護的五座倫敦橋梁之一。
塔橋的興建旨在連接當時居住在伦敦桥以東、佔全倫敦人口39%的居民，人口規模相當於「一邊是曼徹斯特，另一邊是利物浦」。同時仍保留船隻進入位於倫敦塔與倫敦橋之間的倫敦港池的通航權。塔橋於1894年6月30日由威爾斯親王愛德華與威爾斯王妃亞歷山德拉主持開幕。
該橋總長940英尺（290公尺）（包括橋台），由兩座高213英尺（65公尺）的橋塔組成，橋塔上層以兩條橫向步道相連；中央設有一對可開啟的可動橋面以便大型船舶通過。橋梁最初使用液壓動力系統運作，1972年改為電力液壓混合系統。塔橋亦為倫敦內環路的一部分，亦為倫敦交通擁擠稅區的邊界，目前該橋樑仍為城市重要的交通幹道，每日通行人數達4萬人。橋面可供車輛與行人免費通行；而橋塔、高層步道與維多利亞時代的機房則作為「塔橋展覽」的一部分對外開放。
倫敦塔橋現在成為倫敦最著名的旅遊景點之一。然而有時會與位於上游約0.5英里（800公尺）處的倫敦橋混淆，這也引發了一則著名的都市傳說：一名美國人誤以為購買的是著名的塔橋，實際上卻買下了哈瓦蘇湖倫敦橋。

## 歷史

### 創立
19世紀末，隨著倫敦東區人口成長與商業活動日益活絡，對於在倫敦橋下游增設通行設施的需求也隨之提高。然而，傳統的固定街道橋無法興建，因為這類橋樑會阻斷船隻通往倫敦港池（位於倫敦橋與倫敦塔之間的港口區）的航道。儘管1870年通車的倫敦塔地鐵在泰晤士河河床下開鑿，並採用索道系統運送旅客渡河，這項設施仍無法完全取代新橋的需求。
1874年，倫敦市議會指示橋樑基金委員會（Bridge House Estates Committee、BHEC）就擴增倫敦橋通行容量提出最適方案。次年12月，由阿爾伯特·約瑟夫·奧特曼爵士（Sir Albert Joseph Altman）領導的「特別橋樑或地道委員會」（Special Bridge or Subway Committee）成立，負責尋求具體解決方案。該委員會於1876年12月7日提交報告，建議在倫敦橋以東興建一座橋樑或地道，具體方案視財政情況而定。
1877年5月3日，倫敦市政廳常務法庭收到該委員會的報告。報告中指出：「本委員會經過全面而審慎的考量，鑑於交通壅塞亟待紓解，以及維持河道航行便利之必要，我們認為最佳方案，是於先前建議地點：北岸的塔丘至鐵門碼頭（Irongate Stairs）之間，以及南岸的霍斯利唐巷至碼頭（Horselydown Lane and Stairs）之間—建設一座低位橋樑，並配備完善設施，以確保船隻能順利通行泰晤士河上下游。」此報告隨後獲得常務法庭正式接納。
工程師约瑟夫·巴泽尔杰特爵士也在此時將注意力轉向塔橋。他建議橋樑應採用鋼材興建，並採高層設計。他認為：若航高超過水面65英尺的桅杆船舶（佔總船數的四分之一）願意降下上桅，便能建造一座具備充足通航淨空的高層橋樑，並附設便捷的引道與坡度。」1877年11月26日，大都会工程委员会收到橋樑基金會總會計師來函後，與倫敦市特別橋樑或地道委員會舉行聯席會議，商討雙方是否可合作推進橋樑項目。會議後，大都會工程局決議待本局工程師與市建築師會晤並檢視其圖則後，再向委員會匯報其看法與意見。」12月5日，巴澤爾傑特爵士與市建築師霍勒斯·瓊斯舉行會談。會後雙方皆認為對方對合作缺乏誠意。巴澤爾傑特爵士決定獨自推動橋樑設計方案，並提出三項高層橋構想。第一案為一座簡易型三跨鋼製格柵樑橋；第二案為懸臂式設計，結構理念與日後興建的福斯橋相近；第三案則是一座單跨強化拱橋，跨度達850英尺，拱高為其跨距的八分之一，外觀與後來建成的泰恩橋相似。
1878年3月22日，巴澤爾傑特向相關機關提交詳細報告，重點介紹第三項設計方案，並強調其在交通效率與結構優勢上的潛力。然而，該報告並未事先與市建築師協商，此舉引發倫敦市政當局強烈不滿。大都會工程局隨即擬定議案，準備向國會申請建橋，但最終再度遭到倫敦市政府及泰晤士河保育局（Thames Conservancy Board）反對，理由是該設計無法提供足夠的橋下淨空，將妨礙河道通航。同年10月，瓊斯發表反駁報告，批評高層橋設計未能提供充足通航空間，忽視碼頭營運與船商需求。他亦在報告中提出自己的替代構想。
1879年12月28日的泰鐵路橋災難發生後，列由於故肇因為橫向支撐與其固定裝置無法承受風壓。貿易局隨後召集工程專家，訂出風壓計算五大原則，對鐵路橋與高架橋訂出每平方英尺56磅的設計風壓。此一標準後來亦應用於塔橋的設計。1882年，巴澤爾傑特再次提交修改版拱橋方案，將橋下淨空提高至85英尺，並優化南岸引道設計。他同時也提出低層橋（含開啟與非開啟版本）與隧道的替代方案。1883年初，兩份私人議案送交國會，一為雙層橋、另一為收費隧道，皆以收費營利為目標，最終遭倫敦市政府阻擋。

### 立法通過

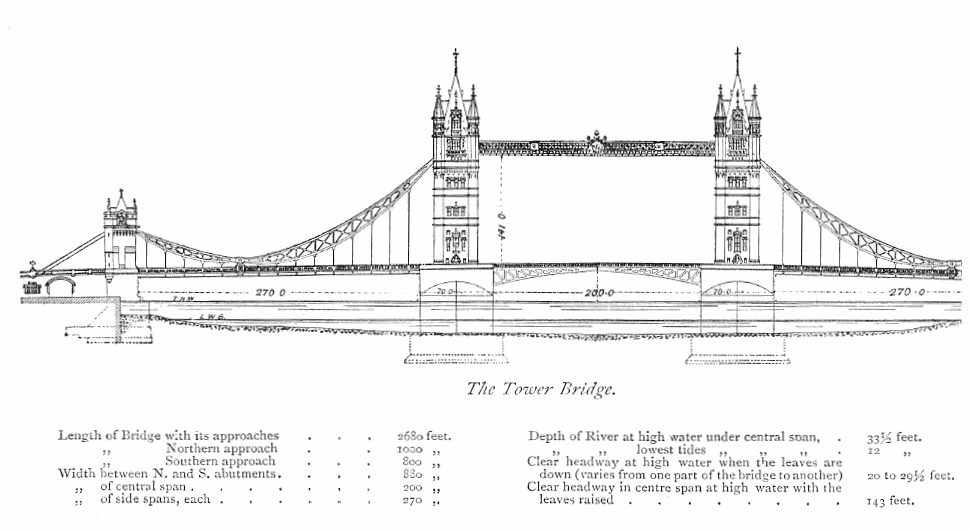
塔橋的立面圖，附尺寸標示。

直到1884年7月24日，橋樑基金委員會才正式提出報告，建議興建一座「低高度、具備機械開啟裝置的橋樑」，委員會亦表示，願意進一步明確設計與造價預估，以便於該年稍晚向國會提出申請。隨後，該委員會派遣代表前往比利時、荷蘭以及紐卡斯爾考察當地各類橋樑設計，並於同年10月28日向倫敦市議會提交建議書。報告中詳述了對英國與歐洲大陸低矮開合橋的實地觀察結果，並附上市建築師霍勒斯·瓊斯（Horace Jones）所繪製的塔橋設計草圖，描繪新塔橋的旋轉橋與上開橋兩種設計方案。瓊斯亦曾諮詢工程師約翰·沃爾夫·巴里，其回函隨報告附呈，確認上述設計具可行性。據信巴里曾投入約五週時間參與此階段的顧問工作，期間提出一項建橋預算估算，總額為75萬英鎊，包含為建設工程所需徵收的土地費用。
市政廳常務法庭最終一致決議採納上開橋方案。相關法案於1885年春季提交至下議院進行審議。儘管工程界部分媒體對此表達反對意見，其中《工程師》（The Engineer）雜誌於同年11月7日發表社論，回顧自1866年以來塔橋構想的發展歷程，並對時任市建築師瓊斯是否適合擔任該項目的設計工作提出質疑。然而，雖然坊間不請自來的設計方案仍持續湧現，建橋方向已成定局。雖然過程中遭遇來自泰晤士河上游碼頭業主的強烈反對，該法案最終於7月完成三讀程序，但仍於1885年8月14日獲得御准。法案正式名稱為《倫敦市政公司（塔橋）法案 1885》。該法案對橋樑設計細節作出明確規範，並於法案及當時媒體報導中統一稱為「The Tower Bridge」，以示其與倫敦塔之歷史連結，而非單稱「Tower Bridge」主要條文包括：。
- 中央開啟橋段須具備200英呎的淨通航寬度，開啟時需高於三一基準高潮線135英呎，關閉時高度為29英呎；
- 橋墩尺寸須為長185英呎、寬70英呎；
- 雙側跨距各為270英呎；
- 工程期間須維持160英呎寬的通航水道；
- 橋樑設計應與倫敦塔的建築風格協調一致；[11]
- 工程必須於法案通過後4年內完工；[15]
- 無論陸路交通是否受到延誤，橋樑須隨時為任何船隻開啟通航。

1885年9月，市政廳常務法庭授權橋樑基金委員會啟動建設計畫。第一號合約（涵蓋橋墩與橋台工程）之招標文件須於1886年3月29日（星期一）中午前遞交。據此可推斷，負責橋樑工程的巴里當時已完成整體橋體之初步設計，包含橋樑自重評估與基礎荷重需求，並完成橋墩與橋台的詳細結構圖與技術規格。巴里日後曾表示，曾一度構想使塔橋具備安裝火砲及軍事防禦功能，但該設想「最終在很大程度上被放棄」。
塔橋工程由巴里擔任總工程師，建築設計則由瓊斯爵士主導。兩人共同規劃出設於橋墩上的雙塔結構。橋的中央段設計為對稱可開啟的雙葉式可動橋，可依需求上升，以利船舶通行；兩側則為懸索橋，橋面由鋼索牽引，跨越上層人行步道並固定於橋台由於塔橋結構本體實為鋼橋，僅於外部加覆石材以呈現風貌，瓊斯在後續設計中逐漸淡出，由巴里全面接手主導工作。巴里自1878年起便與亨利·馬克·布魯內爾（伊桑巴德·金德姆·布鲁内尔之子）共同執業，因此在本次項目中，即由布魯內爾負責大部分細部設計與結構計算工作。至於外部石造建築設計則由喬治·丹尼爾·史蒂文森（George Daniel Stevenson）擔綱。該設計團隊隨後四年間持續進行圖面繪製與技術修訂。工程進行期間則由愛德華·克魯特維爾負責現場監督。
由於工程進度不及原定目標，後續須經國會通過兩項法案以延長完工期限。1889年8月12日，《倫敦市政公司（塔橋）法案1889》（Corporation of London (Tower Bridge) Act 1889）獲得御准，將原定完工期限展延至1893年，並授權對鄰近街道進行必要調整。完工日期再次未能如期達成，1893年6月29日，國會通過《倫敦市政公司（塔橋）延期法案1893》（Corporation of London (Tower Bridge) Act 1893），將完工期限再延一年。

### 建造工程

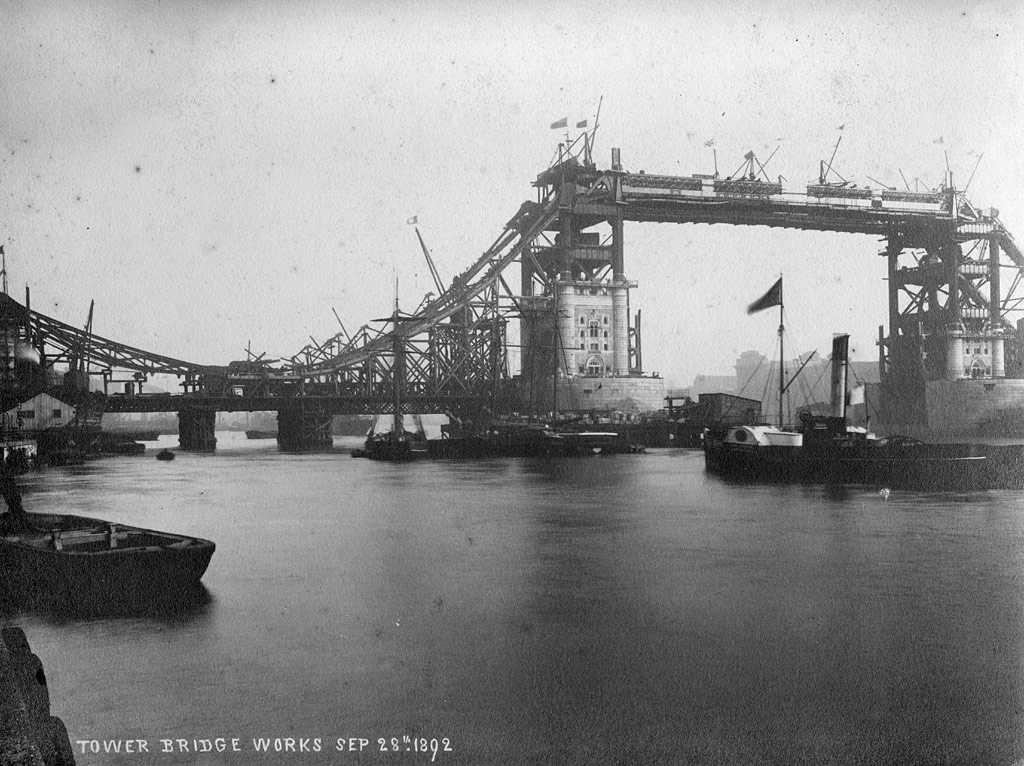
1892年，施工期間的塔橋。

倫敦塔橋於1886年4月22日正式動工，同年6月21日由威爾斯親王愛德華親自主持奠基儀式。整體工程歷時八年，於1894年完工。工程經費由城市橋樑基金會提供，該基金會創立於1282年，最初負責維護倫敦橋，後來擴及塔橋、黑衣修士橋、南華克橋與千禧橋等其他橋樑。
整體工程共分為八個主要標案。約翰·傑克森爵士贏得其中三案，包括負責北側引道（自1887年2月開始）、橋墩基礎與橋台（1887年2月）、以及北側引道的鑄鐵欄杆（1887年12月），總標價為189,732英鎊。阿姆斯特朗男爵威廉·阿姆斯特朗爵士所屬的阿姆斯壯、米切爾有限公司（Armstrong, Mitchell, and Co. Ltd）獲得液壓動力系統標案，投標價為85,232英鎊（1887年12月）；威廉·韋伯斯特負責南側引道，標價為38,383英鎊（1888年7月）；威廉·阿羅爾公司負責金屬上部結構，標價為337,113英鎊（1889年5月），總重約12,100噸；佩里公司（Perry & Co.）獲得兩項標案，分別為石工上部結構（1889年5月）以及鋪裝與照明工程（1892年5月），總投標金額為179,455英鎊。八項工程的總標案金額為830,005英鎊。
平均每日有432人於工地作業，而整體工程總計有至少1,200名工人參與，並獲邀參加竣工典禮上特別為工人舉辦的慶祝活動。克魯特維爾自始至終皆擔任駐地工程師，並在他於1933年過世前，始終與塔橋保持密切關聯。他指出，整體工程僅發生十起致命意外：其中四起發生於沉箱作業、一起於引道工程，其餘五起則發生於上部結構施工中。
兩座橋墩的基礎工程中，共灌注了超過70,000 long ton（78,400 short ton；71,123 t）的混凝土。 第一座沉箱於1886年9月開工，至1890年1月兩座橋墩才完工。基礎工程耗時甚久，主因是第二座橋墩的開挖必須延後，等待第一座橋墩的施工平台撤除，以便維持160英呎的通航寬度供船舶通行。超過11,000 long ton（12,320 short ton；11,177 t）的鋼材用於橋塔與高層步道的骨架建設，隨後以康沃爾花崗岩與波特兰石包覆，以保護內部鋼構結構，同時滿足法案要求。
瓊斯於1887年去世後由巴里接任建築師職務。巴里後來總結塔橋建造過程的關鍵人員時表示：「費森先生（Mr Fyson）負責大量細部圖紙繪製；史蒂文森先生（Mr Stevenson）曾協助建築設計；還有......最重要的是......常駐工程師克魯特維爾先生（Mr Cruttwell）與負責機械監造的霍姆弗雷先生（Mr Homfray）」。史蒂文森後續將瓊斯原本設計的磚造外觀更換為更具裝飾性的維多利亞時代哥德復興式建築，此舉不僅使塔橋成為倫敦標誌性的地標之一，也讓其風格更為呼應附近的倫敦塔。 工程總造價為1,184,000英鎊（約合1.43億英鎊，2021年值）。

### 啟用典禮

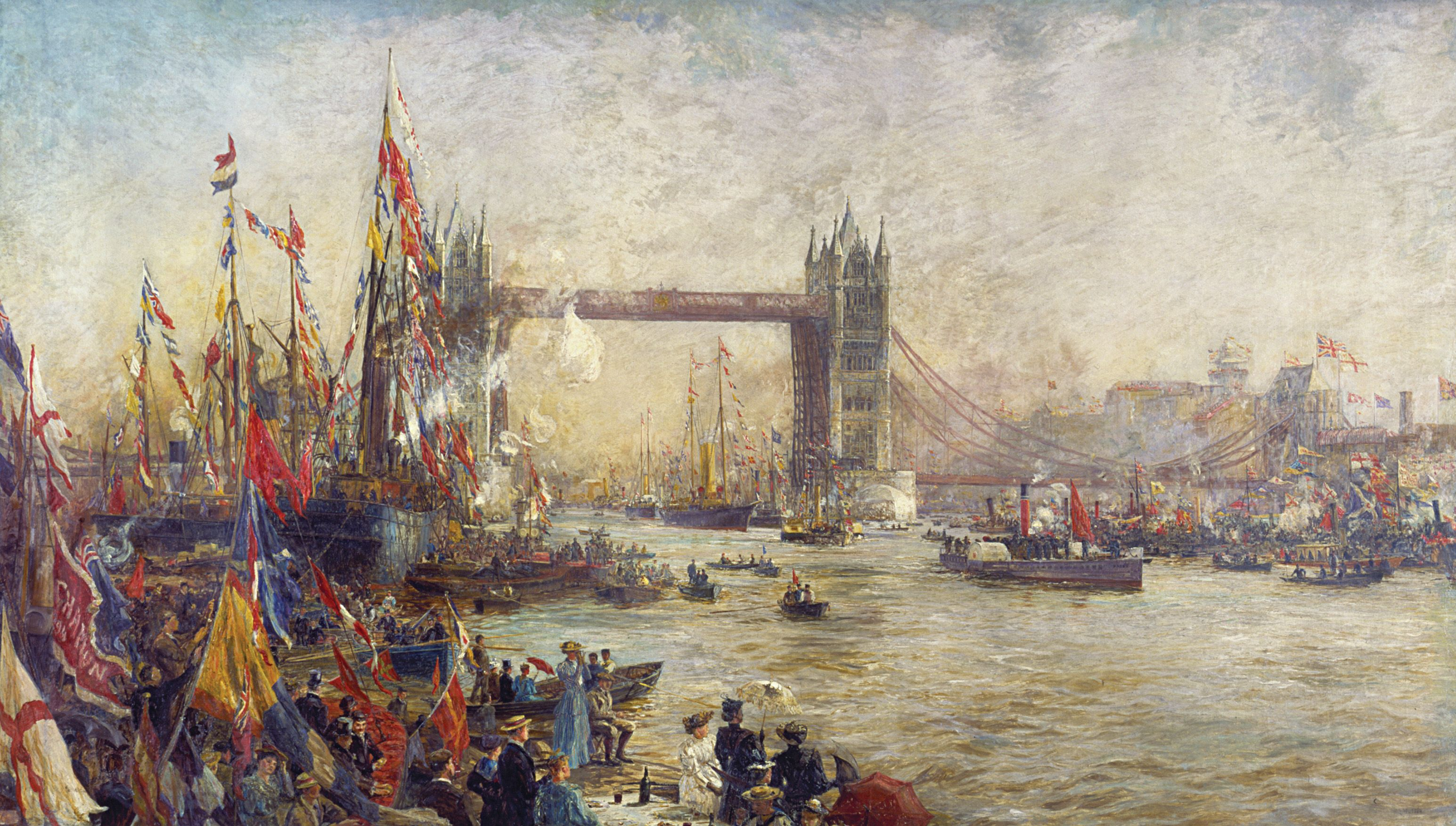
1895年威廉·萊昂內爾·威利繪製之塔橋啟用典禮畫作

塔橋於1894年6月30日由威爾斯親王與亞歷山德拉王妃正式主持啟用。啟用儀式出席者尚包括宮務大臣卡林頓侯爵以及內政大臣H·H·阿斯奎斯。據《標準報》報導，塔橋啟用典禮是「倫敦市歷史上少見的輝煌慶典之一，亦將成為歷久不衰的歷史盛事」，並稱其為「半國家級」的儀式。除了官方儀式外，倫敦市政廳亦以300英鎊預算舉辦「慶功宴」，款待1,200名工人及其妻子。自塔橋興建伊始即主導工程的愛德華·克魯特維爾主持該活動。晚宴後，每位工人獲贈紀念煙斗與煙草包，其配偶則獲贈一盒糖果。一項國會法案規定，塔橋通航時須設有拖船駐守，以在船隻遇險時提供協助。該規定持續至1960年代方被取消。
塔橋連接北岸的鐵門」與南岸的霍斯利當巷巷，今日分別稱為「塔橋引道」（Tower Bridge Approach）與塔橋路。 在塔橋開放前，從塔丘前往南華克的圖利街最便捷的路線為位於西側約400公尺的倫敦塔地鐵。塔橋啟用後，由於行人過橋不收費，大量人流轉向橋面，隧道收入大減，最終於1898年關閉。
塔橋塔樓間的高架露天步道一度聲名狼藉，成為妓女與扒手出沒的場所。由於該步道僅能透過樓梯抵達，一般行人極少使用，最終於1910年關閉。該步道於1982年重新對外開放，納入「塔橋展覽」（Tower Bridge Exhibition）的一部分。

### 20世紀

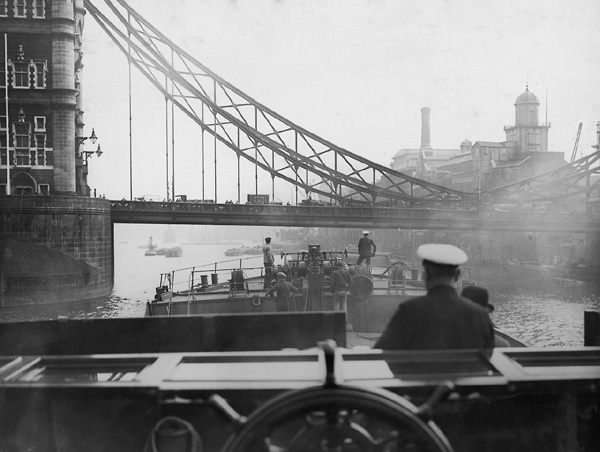
1926年的塔橋
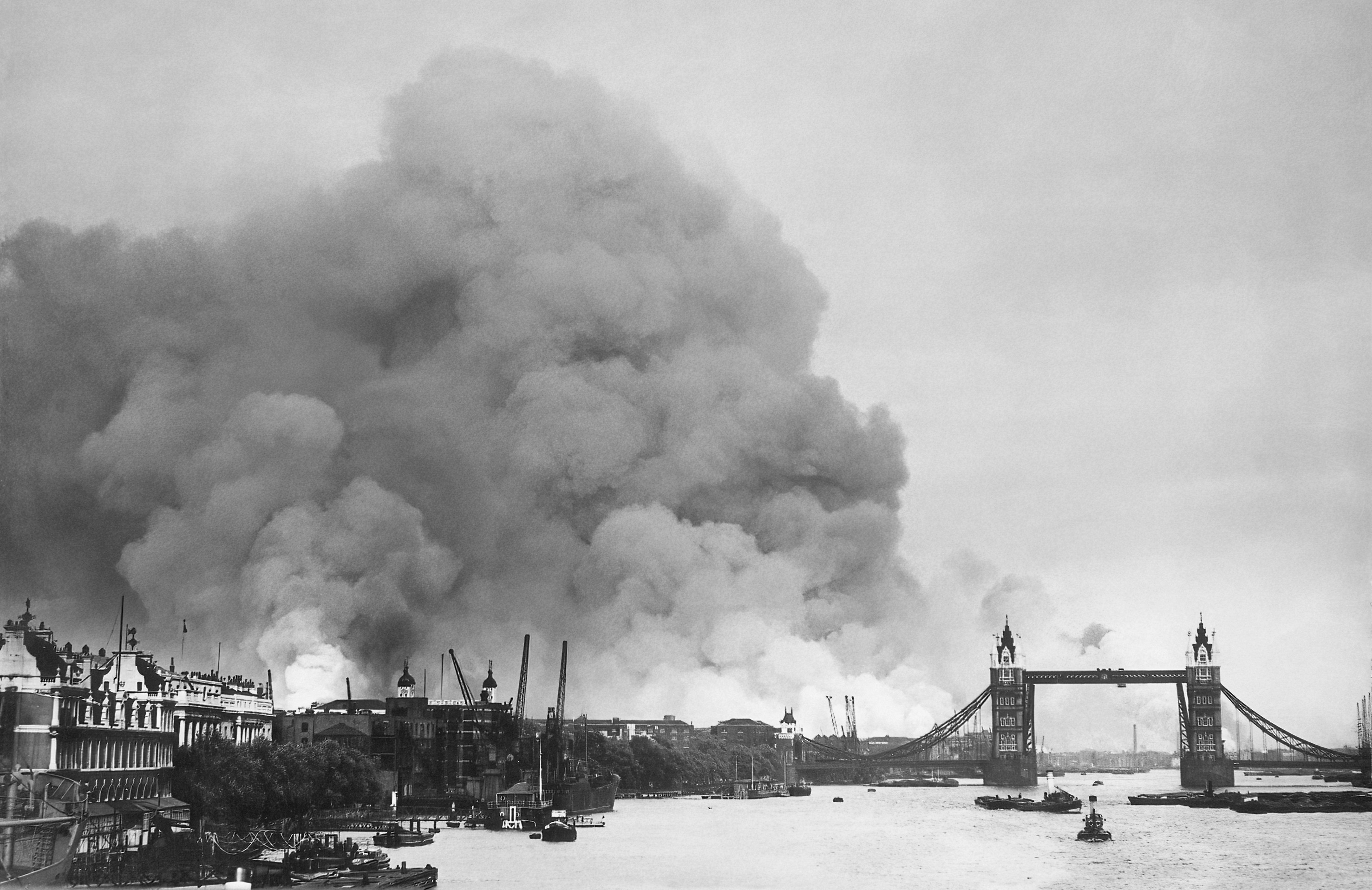
1940年9月7日倫敦閃電戰首波空襲期間的塔橋
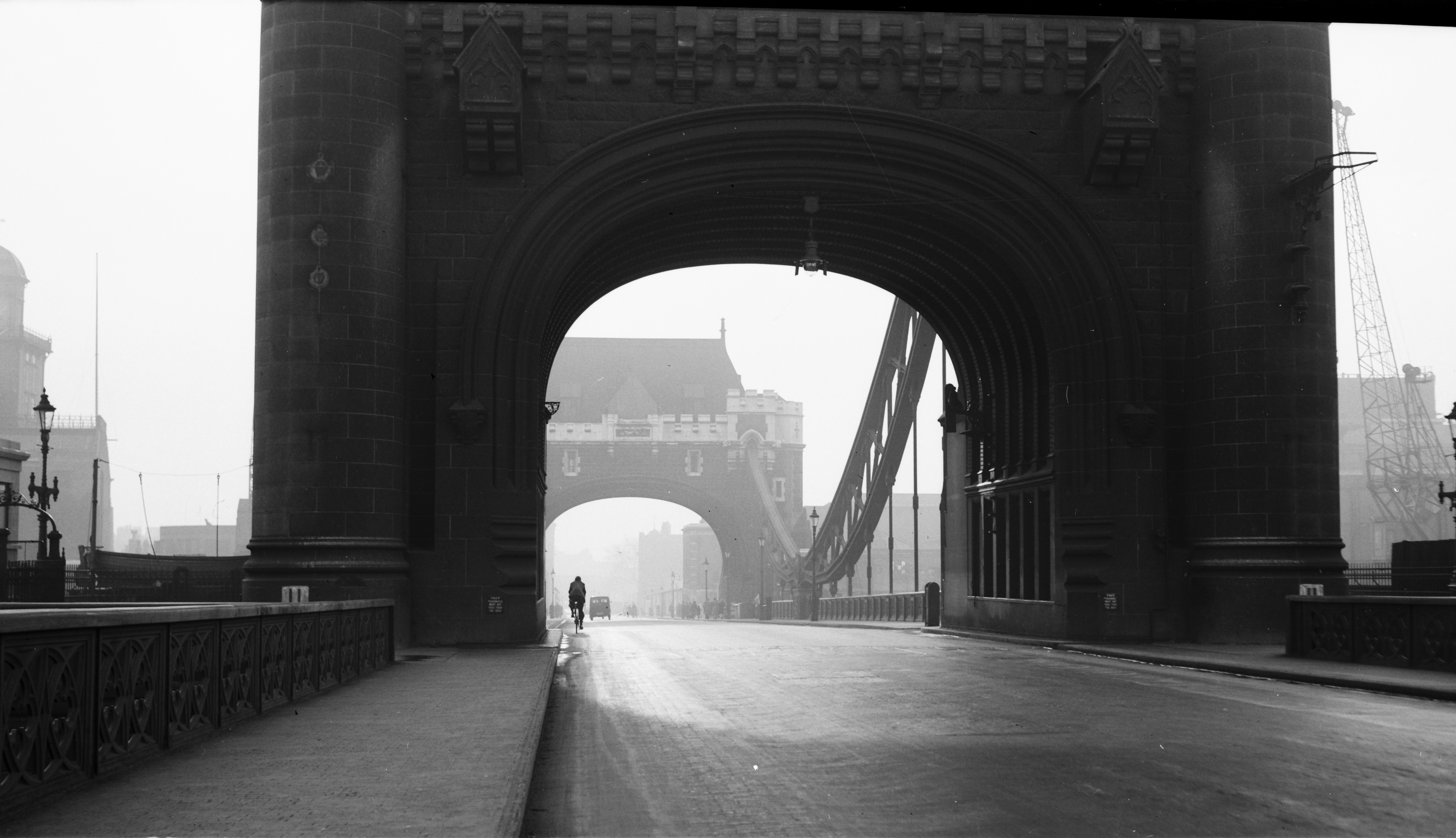
1950年的塔橋，攝影為B.W. Lee
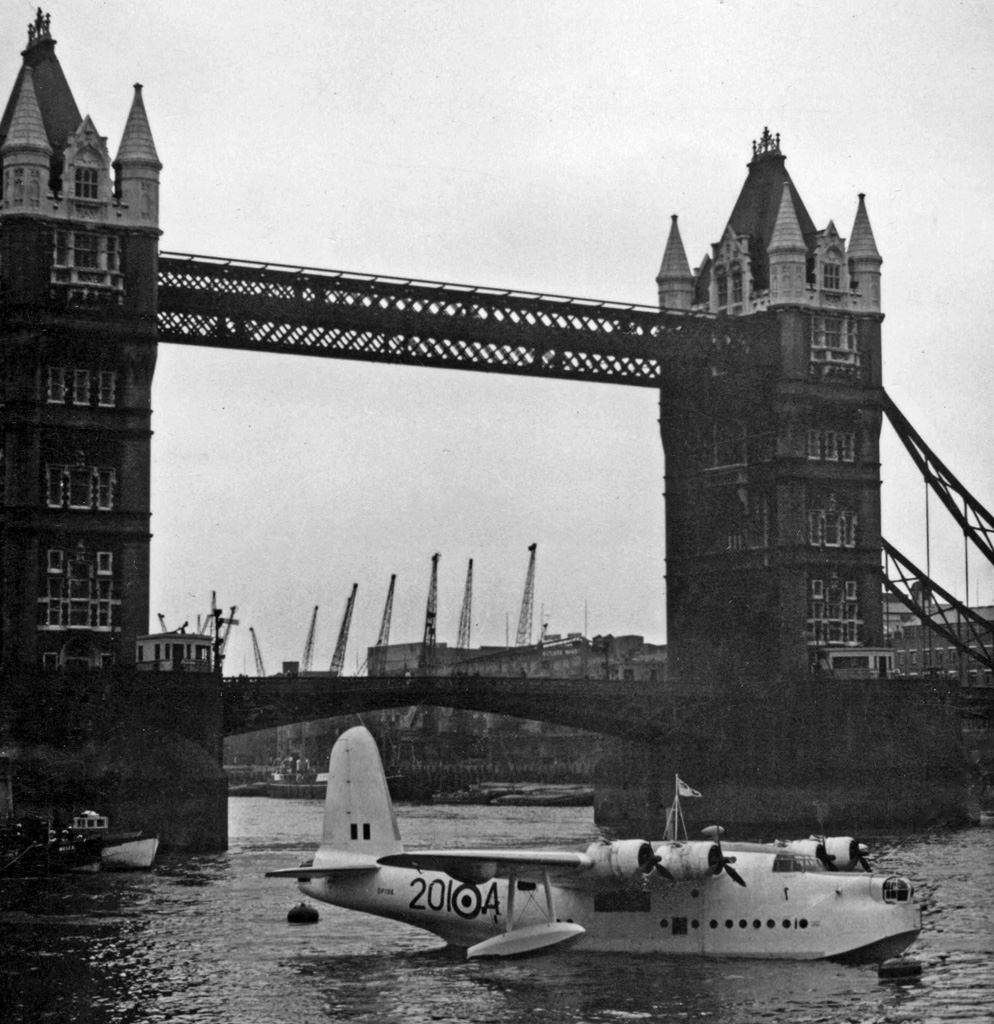
1956年不列顛之戰紀念活動期間，第201中隊（英语：No. 201 Squadron RAF）的桑德蘭水上飛機停靠於塔橋旁

塔橋啟用後，倫敦市政廳與警方間以非正式的「協議」形式撥款支應塔橋的維安開支。1906年，《倫敦市政廳（布萊克弗萊爾橋及其他橋梁）法案》（6 EdwVII c.clxxx）正式將塔橋納入倫敦市政廳警察管轄範圍內。
第二次世界大戰期間，塔橋作為通往倫敦港的重要交通樞紐成為敵方攻擊目標。1940年，高層步道遭到襲擊導致液壓系統受損，橋梁一度無法運作。1941年4月，一枚降落傘水雷於塔橋附近爆炸，對橋梁的開合段、塔樓及引擎室造成嚴重損害。1942年，為因應敵襲風險，增設了第三部引擎備用。 此為一具由维克斯-阿姆斯特朗公司位於泰恩河畔紐卡索的埃爾斯威克廠製造之150匹馬力水平式雙複合引擎，配備直徑9-英尺（2.7-）、重9噸的飛輪，轉速限制為每分鐘30轉。該引擎於1974年橋梁現代化後退役，並由倫敦市法團捐贈予福恩塞特工業蒸汽博物館。
塔橋南側位於南華克區之部分於1949年12月6日被列為一級登錄建築。北側位於塔村區部分則於1973年9月27日被列為一級建築。
1960年，塔橋兩座主塔間的高架步道自原本的懸臂橋設計改建為懸索橋，加裝懸吊鋼索以強化結構。1974年，塔橋原有操作機構大多更換為電力驅動的液壓系統，由「BHA Cromwell House」的傑弗瑞·貝瑞斯福·哈特威爾（Geoffrey Beresford Hartwell）設計，原有終端小齒輪則改由現代油壓馬達驅動。
1982年，「塔橋展覽」（Tower Bridge Exhibition）對外開放，展示場域涵蓋兩座塔樓、原關閉的高層步道以及維多利亞時代的引擎室。展覽中保留了原始的蒸汽引擎與部分液壓設備。

### 21世紀
2000年，塔橋曾關閉一個月，以進行開合橋段的修復與其他保養工程。此次整修期間亦安裝了電腦系統，以遠端控制開合橋的升降。然而該系統運作不穩，在2005年多次導致橋梁無法正常升降，直至感應器全面更換後才改善。

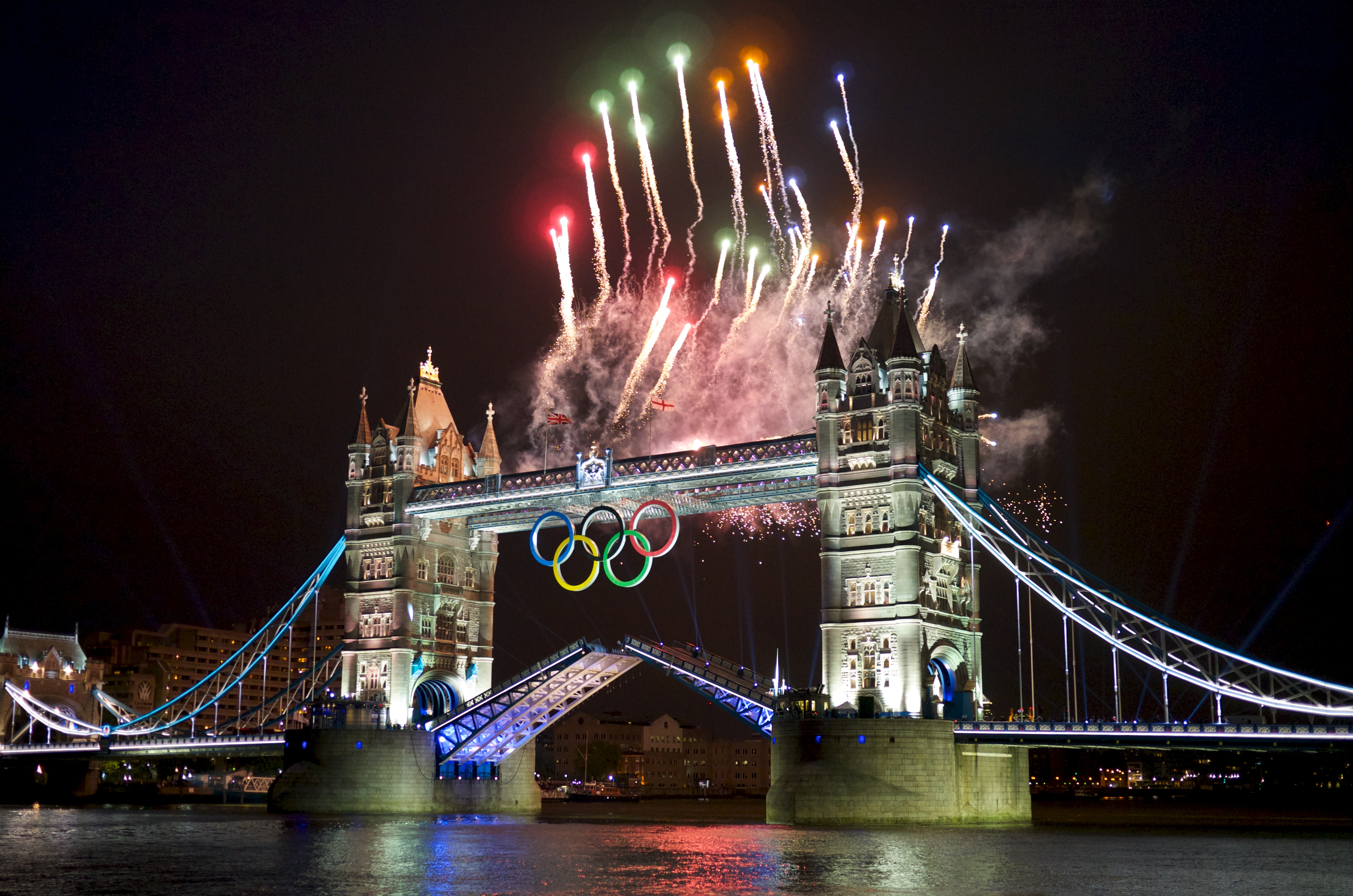
2012年倫敦奧運期間懸掛奧運五環的塔橋

2008年4月，官方宣布將斥資400萬英鎊進行為期四年的大規模整修。工程包括將原有油漆全面剝除至裸露金屬，再重新塗上藍白兩色。在此之前，塔橋的塗裝為1977年伊麗莎白二世銀禧時改為紅、白、藍三色，以示慶賀，隨後則恢復為藍白配色。為防止舊漆掉落汙染泰晤士河，每個區段皆以鷹架與塑膠帷幕包覆。工程自2008年中啟動，施工單位每次僅整修四分之一橋體，以減少交通影響，惟仍有部分道路封閉。工程完成後，預期塗裝可維持25年。步道內部整修於2009年中完成；四條懸吊鏈條的整修則於2010年3月完成，採用先進防蝕塗層技術，須施塗六層以上不同塗料。此外還安裝了由LED燈燈具構成的新照明系統，為配合一級建築限制，燈具以隱藏方式安裝於橋體結構中，且未鑽孔。
2012年7月8日，為迎接倫敦奧運，塔橋西側步道被改造為長200-英尺（61-）的「現場音樂雕塑」（Live Music Sculpture），由英國作曲家薩繆爾·博多利（Samuel Bordoli）創作。30位古典音樂家沿橋全長138英尺（42）、懸掛奧運五環的步道上演奏，聲音沿橋體前後共鳴，與橋的結構呼應。奧運後，塔橋上的五環標誌被移除，改為懸掛2012年夏季帕拉林匹克運動會的帕拉林匹克標誌。
2016年10月1日至12月30日，塔橋全面禁止車輛通行，以進行結構維修，包括木甲板維護、升降機構整修與橋梁引道的磚拱防水處理。工程期間，塔橋仍對水上交通開放，大部分時段也供行人通行，僅三個週末例外，並提供免費渡輪服務。

## 橋樑設計

### 結構

塔橋空拍圖
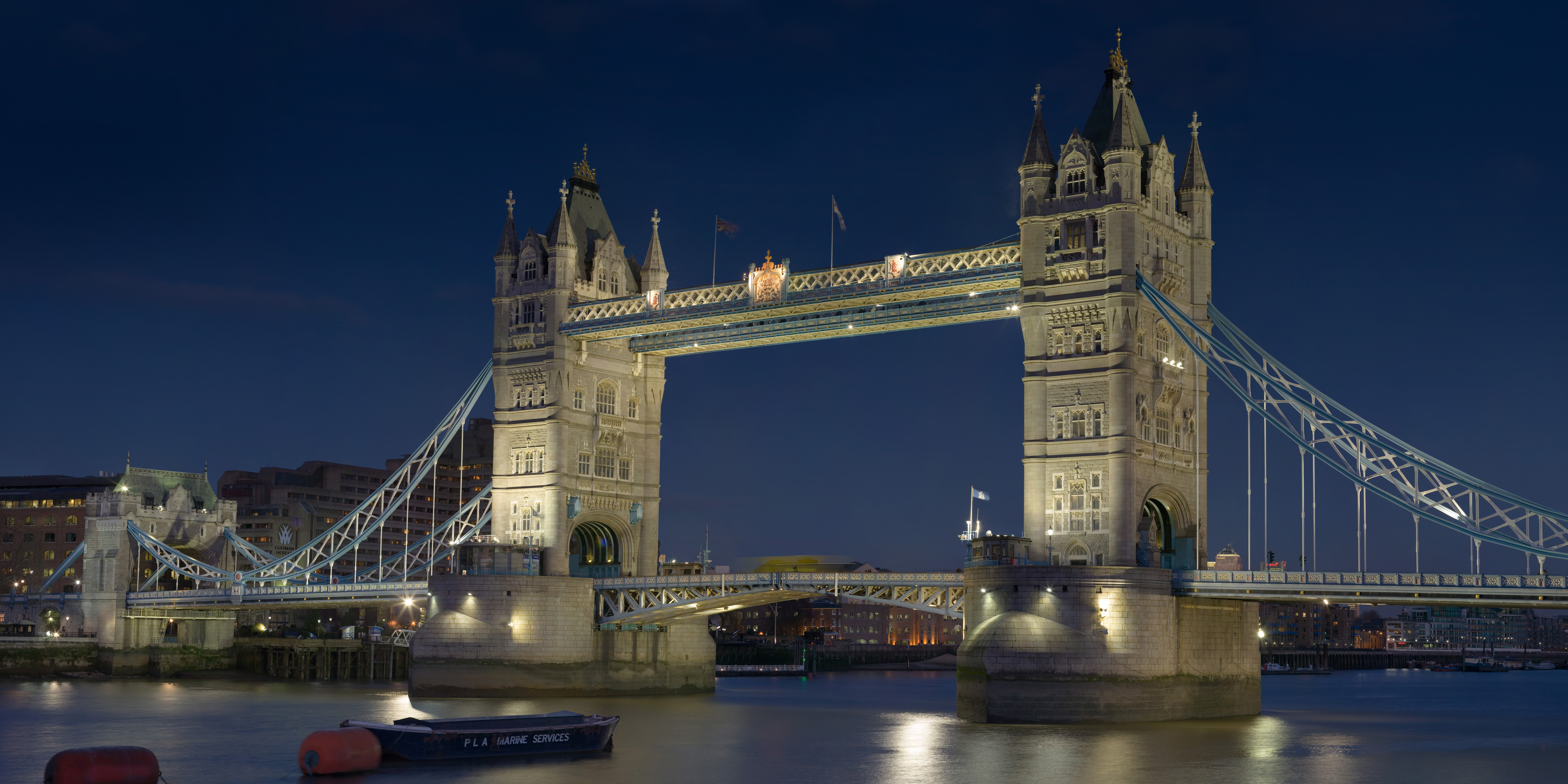
2006年的倫敦塔橋
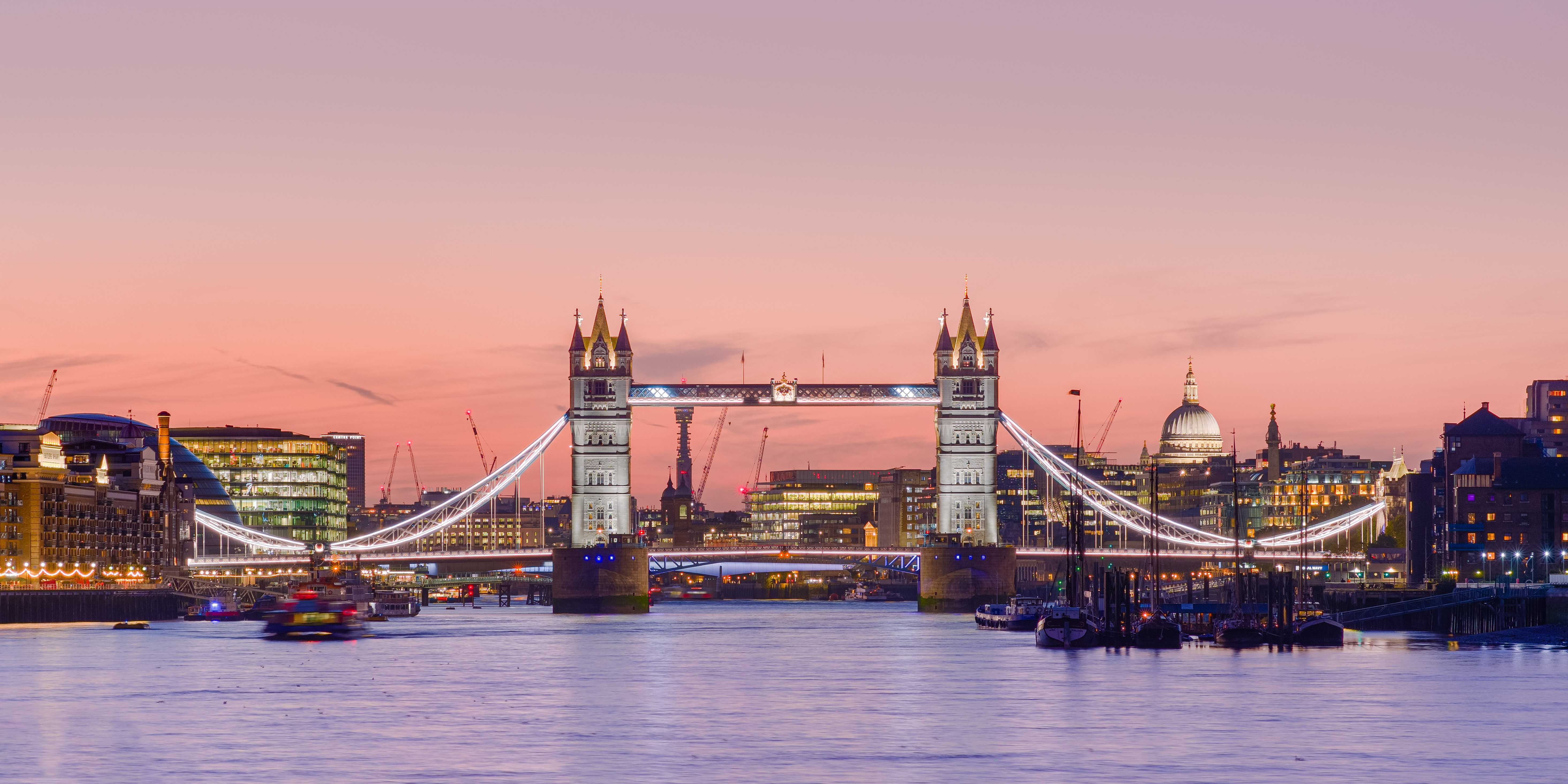
黎明的倫敦塔橋

塔橋的原始設計由倫敦市政建築師霍勒斯·瓊斯提出，其初期方案採用傳統拱橋結構，並未包含今日所見的上層人行步道。然而，由於擔憂拱形結構會阻礙高桅帆船的通行，該設計未獲採納。瓊斯因而放棄拱橋構想，轉向可開啟橋梁的可能性。1885年，巴里加入設計團隊後提出上層橋面「採用平拱底」（level soffit）的構想，使塔橋設計邁向現行形式。最終方案結合三種橋樑形式：中央為對稱開啟的上開橋，兩側引橋則為懸索橋結構，上層原設人行步道為懸臂橋，後於1960年代改建為懸索橋形式。
主橋塔採用鋼骨結構，外覆康沃爾產花崗岩與波特蘭石飾面，內部則由磚石填充加固。每座主塔在四角設有長119英尺6英吋（約36.4公尺）的八角形鋼柱。位於河岸兩側的橋台塔樓亦採類似設計。整座橋樑（含橋台）全長約940英尺（286.5公尺），北側引道長1,260英尺（384公尺），南側為780英尺（238公尺）。橋面寬度為60英尺（18.3公尺），中央開啟橋段則稍窄，為49英尺（14.9公尺）。引道坡度方面，北岸為1:60，南岸則較陡，達1:40。中央開啟橋段長200英尺（61公尺），由兩塊對稱橋葉（bascules）組成，各向外延伸100英尺（30.5公尺），向內則延伸62英尺6英吋（19公尺）進入橋墩內部。每塊橋葉包含配重與橋面結構在內重達約1,070噸，並可在五分鐘內完成開啟，旋轉角度達82度。旋轉軸位於橋面下方約5英尺7英吋（1.7公尺）處，並偏移至橋墩內側13英尺3英吋（4公尺）。
兩側引橋長270英尺（82公尺），採懸索橋結構，主纜固定於橋台，延伸至上層人行步道內的錨索系統。高架人行道位於橋面上方約143英尺（43.6公尺），設有樓梯與升降機供行人通行。 原設計中，兩端人行道由塔樓向外懸臂延伸55英尺（16.8公尺），中央由120英尺（36.6公尺）的鋼樑跨接。塔橋設計須考量風壓因素。整座橋需能承受每平方英尺56磅（約0.39 psi）的橫向風力。這一標準為泰鐵路橋災難後所制定，成為19世紀晚期英國橋樑工程的重要安全規範之一。
此外，橋上亦設有一根外觀如路燈的假煙囪，實為通往橋墩守衛室壁爐的煙道出口，為當時隱蔽通風設計的一例。

### 液壓系統

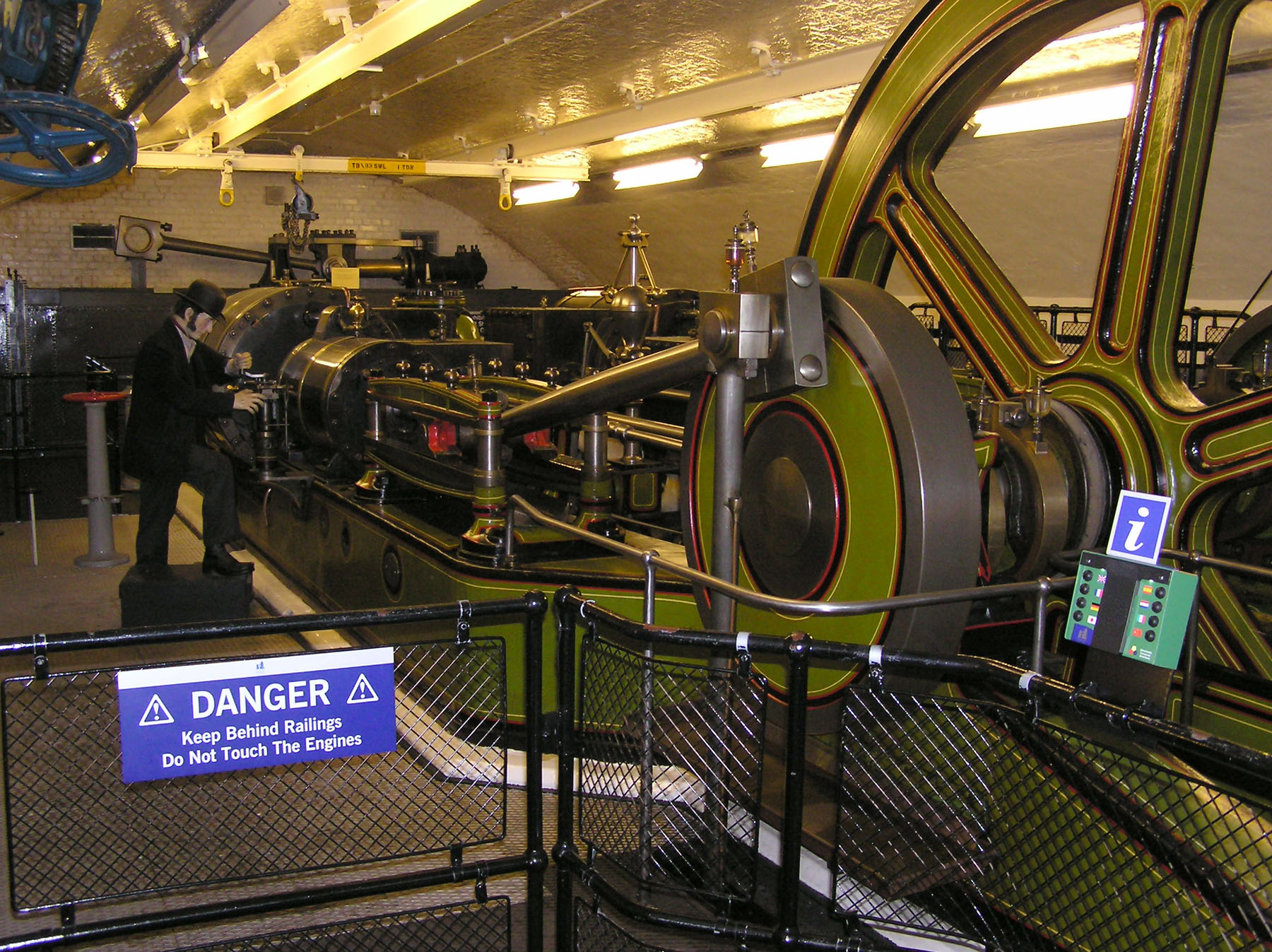
塔橋原始蒸汽引擎之一。

塔橋的原始開啟機構採用液壓驅動，由六座液压蓄能器儲存高壓水作為動力來源。每座橋墩內皆設置兩對蒸汽引擎，總計八具機械裝置，均為三汽缸設計，單組引擎包含直徑8½英吋與7½英吋的雙缸。設置雙引擎組的目的為確保備援能力，以應對潛在的故障風險。該系統的性能標準達當時英國貿易委員會要求的兩倍，該委員會在泰鐵路橋災難後已強化相關安全規範。
液壓系統由工程師漢密爾頓·歐文·蘭德爾設計並監督安裝，該者是位於泰恩河畔纽卡斯尔阿姆斯特朗-惠特沃斯的時任技術主管。系統透過兩具固定式蒸汽機將水壓增至約750磅力/平方英吋（750 psi（5.2 MPa）），並泵入蓄壓器中。每具蒸汽機透過活塞尾桿驅動壓力泵，而每個蓄壓器皆配置一根直徑20英吋（約50公分）的液壓柱，上方加裝重物以維持穩定壓力。
液壓系統與照明設備皆由威廉·托馬斯·薩格公司（William Sugg & Co Ltd）承包安裝，該公司由威廉·湯瑪斯·薩格創立，專精於瓦斯照明與相關工程。最初的照明設備為開放式瓦斯燈燃燒器，後期則改為白熾瓦斯燈技術。
原始液壓系統運作長達近九十年。1974年，橋梁設備進行現代化改造，絕大多數的機械裝置被新型電動液壓系統所取代，設計由BHA Cromwell House公司完成。原始系統僅保留用於驅動平衡橋葉齒條的小齒輪段，現已由液壓馬達驅動並透過齒輪傳動操作。液壓介質亦由原先的水改為更穩定的油。

### 訊號與控制

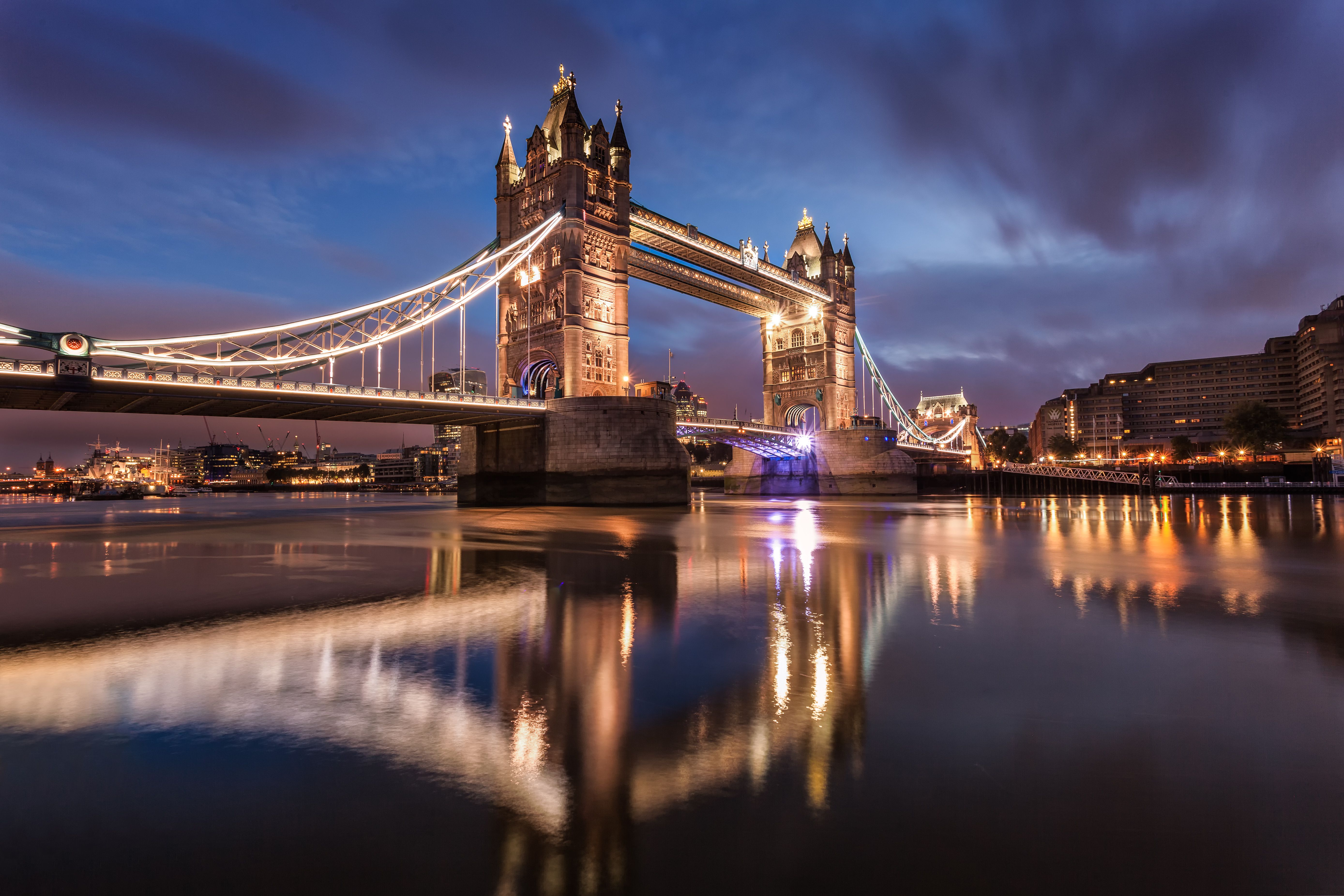
黎明時分的塔橋。

塔橋下方通行的河上船隻原需遵守若干規則與信號系統。白天由設置於兩側橋墩盡端的小型控制亭內的紅色臂板信號負責管制通行。夜間則改以燈號表示：若橋樑關閉，兩側橋墩各顯示兩盞紅燈；若橋樑開啟，則為兩盞綠燈。遇有濃霧時，則敲響锣作為警示。
欲通過橋下的船隻亦須顯示特定信號。白天需於船上高處懸掛直徑至少2英尺（0.61）的黑色球體；夜間則改為兩盞紅燈設於相同位置；濃霧天氣則需持續鳴放船上的蒸汽哨笛。若橋樑兩側高架步道中央懸掛黑球（或夜間為紅燈），則表示橋樑無法開啟。這些信號會於下游約1,000碼（910）處的櫻園碼頭（Cherry Garden Pier）重複設置，船隻欲通行塔橋時須於此懸掛信號／燈號，並依情況鳴笛，以通知橋樑管理員。
部分舊有的信號控制機構已被保留下來，目前展示於塔橋博物館的引擎機房中。

## 交通

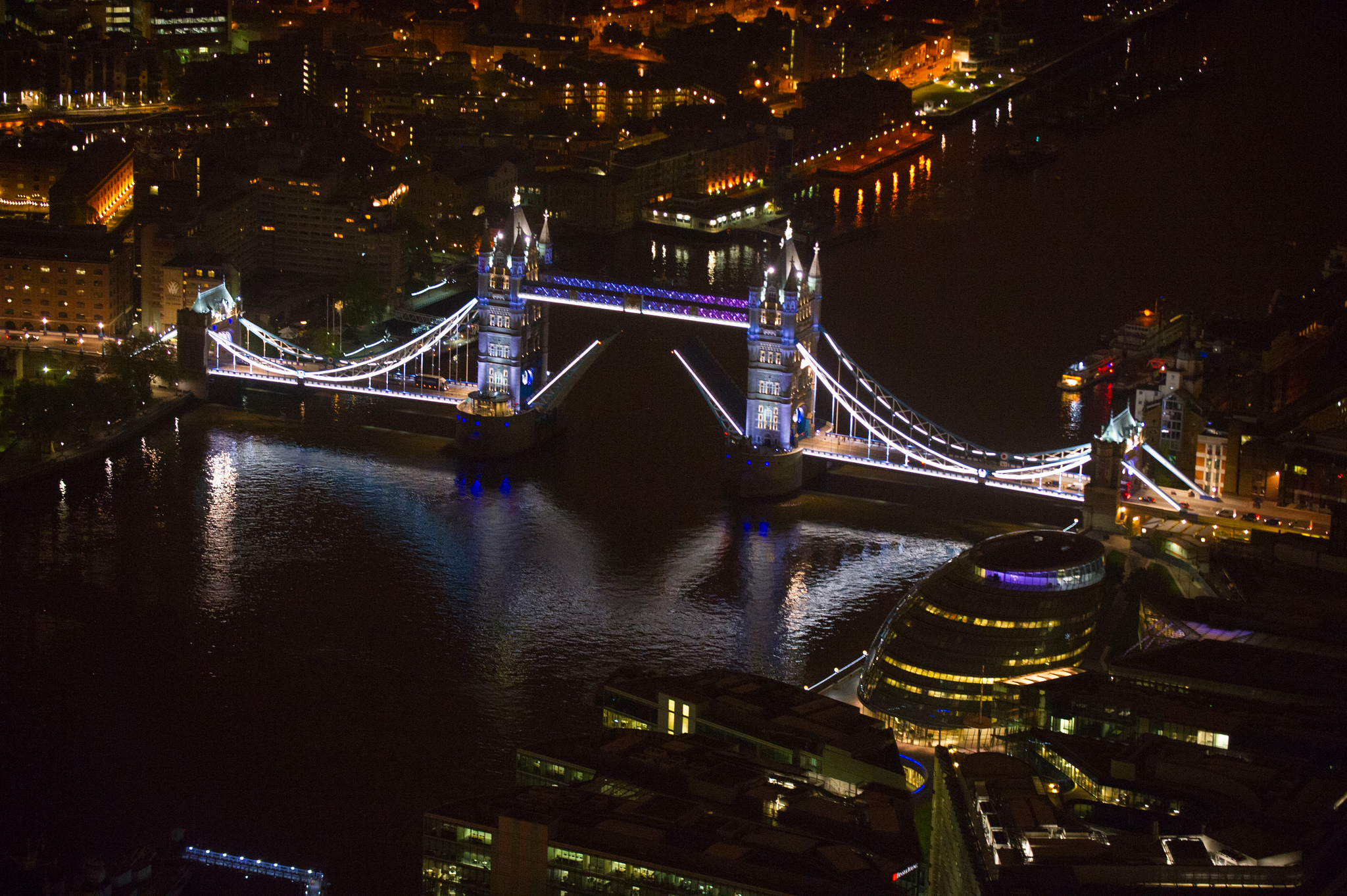
開橋的塔橋。

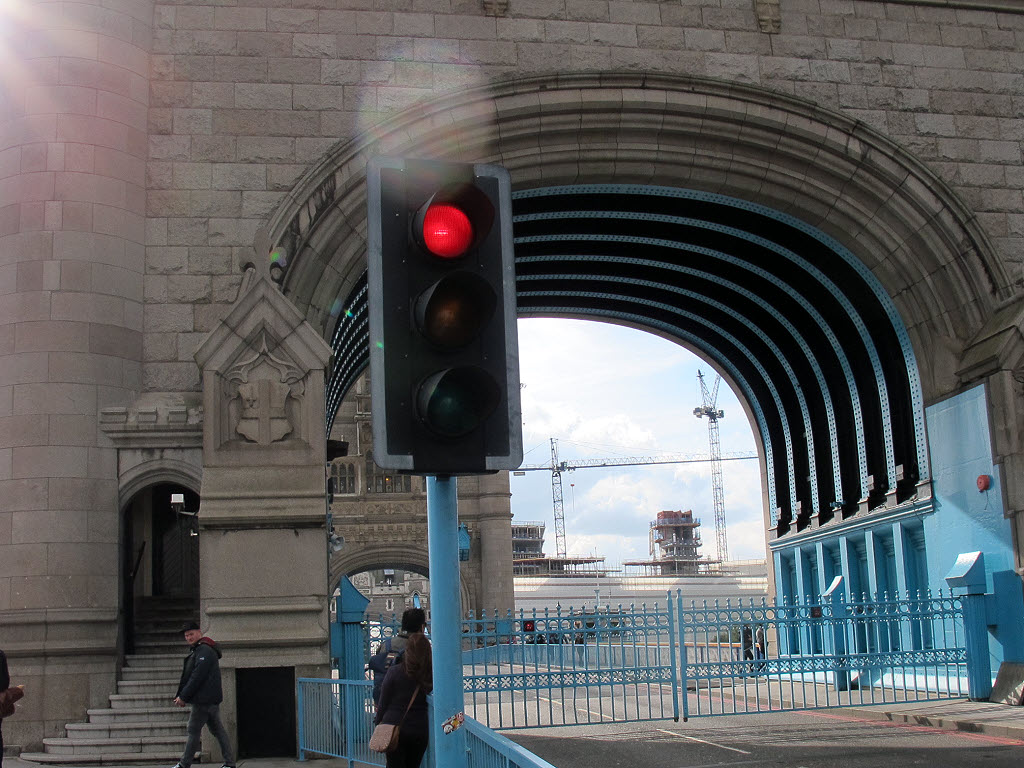
塔橋啟動前的交通封鎖情形。橋面柵欄會關閉，紅燈則示意車輛停下，而非使用閃爍紅燈進行交通管制。

### 公路交通
塔橋於1894年啟用後，首年即承擔顯著的交通流量，當時每日平均約有8,000輛車輛通行，每次橋面升起對陸上交通造成的平均中斷時間約為六分鐘。
目前塔橋仍為倫敦東部泰晤士河上的主要通道之一，每日人車通行量超過40,000人次，包含汽車駕駛、自行車騎士與步行民眾。塔橋位於倫敦內環路上，並標示為倫敦交通擁擠稅區的東界線，因此駕駛行經此橋不需繳納擁擠費。
為保障橋樑結構安全，倫敦市政廳實施每小時20英里（20-英里每小時（32-每小時））的速限與18噸（18公噸（20短噸））的重量限制。橋面設有自動車牌辨識系統與測速照相裝置，針對超速與違規重量車輛開立定額罰單。
另有一套系統能夠監控通過車輛的車重、車身離地高度與軸數，採用感應線圈與壓電感測器判斷是否超重，並自動對違規車輛發出罰單。

### 行人通行
塔橋活動橋面於橋未升起時供行人與車輛共同通行。當橋面升起供船隻通行時，陸上交通則須暫停等待。橋梁上層設有橫向人行步道，自1894年啟用以來便專供行人使用，旨在橋面升起時仍維持行人通行。首年便有日均約60,000名行人使用此橋。該步道於2014年改建為玻璃地板設計，並增設電梯供上下使用。目前已整合為「塔橋展覽」的一部分，遊客可透過參觀了解橋梁機械構造，並俯瞰泰晤士河與倫敦市區景致。參觀展覽需購票入場。

### 河道交通
塔橋於啟用首年即因船舶頻繁通行而升起6,160次，平均每日升起約17次。今日船舶通行量雖大幅下降，年平均橋面升起次數約為1,000次。
依現行規定，船隻擬通過橋下須提前至少24小時提出申請，並可於橋梁官方網站查詢開橋時段。該項服務由公共資金支應，因此申請開橋不需支付費用。

### 自行車交通
塔橋亦為倫敦市民通勤與休閒騎乘的重要通道之一。2019年，倫敦交通局曾提出將自行車超級公路4號線延伸穿越塔橋的規劃，以改善東西向的自行車通行路網。

## 旅遊
自1982年以來，塔橋內部對外開放為觀光展覽空間，設施涵蓋橋塔、高層步道與維多利亞時代機房，統稱「塔橋展覽」（Tower Bridge Exhibition）。展覽透過影片、歷史影像與互動展示，介紹塔橋的興建背景、工程技術與運作原理。訪客亦可進入南塔下方原本用以驅動橋面的蒸汽引擎機房，觀察19世紀末的機械設施運作方式。
展覽採售票入場，入口位於北塔西側。遊客可選擇步行登樓或搭乘電梯前往高層步道，橫跨泰晤士河兩岸並連接南北兩塔。步道內設有展板與多媒體內容，介紹塔橋的建築特色與歷史沿革，並設有兩處裝設透明玻璃地板的觀景區，可俯視橋面與河流，觀察車輛與船隻通行情形。南塔出口處另設路線引導遊客前往位於橋南引道下的獨立機房，參觀原始蒸汽動力系統與相關機械裝置。
根據英格蘭觀光推廣機構「Visit England」統計，2019年塔橋共接待889,338名訪客，在該年度全英格蘭1,114個受追蹤的景點中排名第34；在需收費景點中則排名第17。塔橋亦是英格蘭僅有的三座被列為正式觀光景點並納入統計的橋樑之一，另兩座分別為克里夫頓吊橋與鐵橋。

## 影響

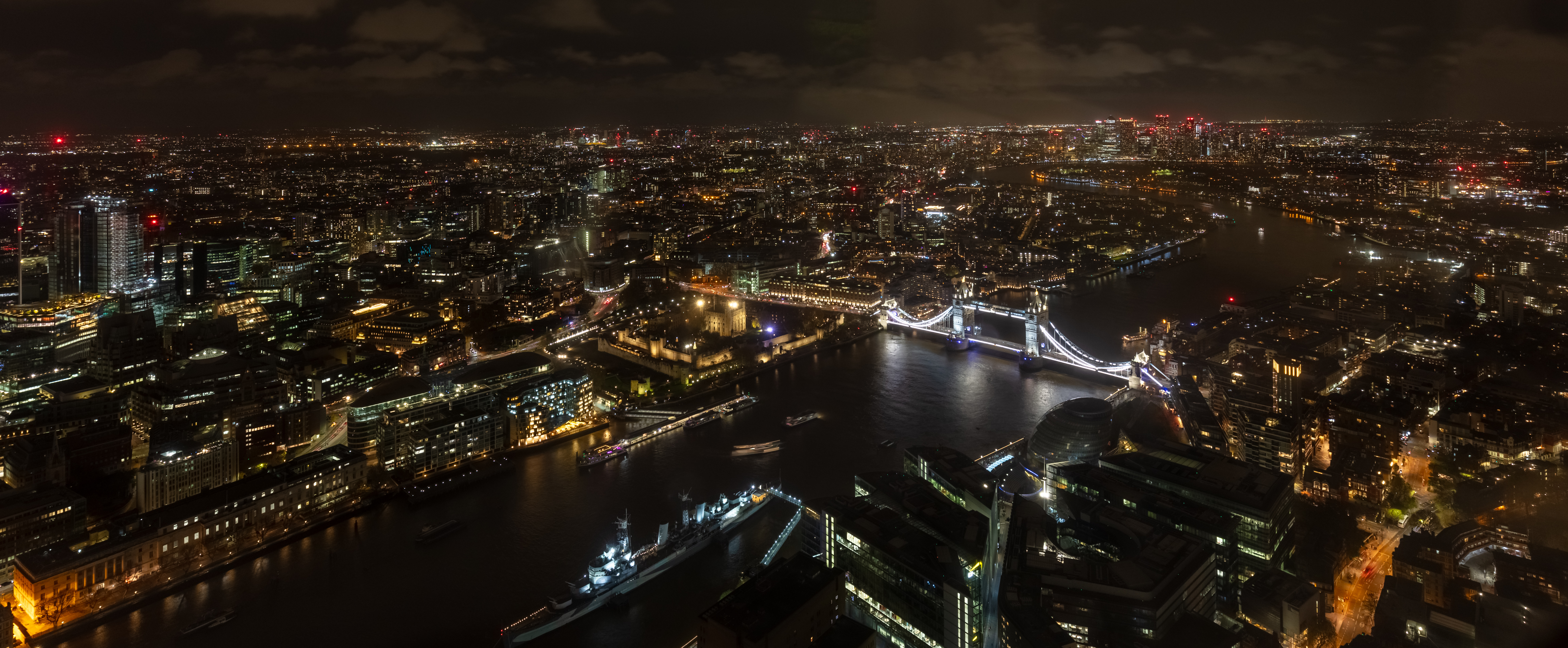
今日的塔橋與倫敦市中心空中俯瞰。

儘管塔橋被視為倫敦的重要地標，並被市政府稱為「倫敦的標誌性象徵」，但其設計在20世紀初也曾引發部分專業人士的批評。建築評論家亨利·希斯科特·斯塔瑟姆指出，塔橋體現了「浮誇與虛華的惡習」，並批評其破壞建築結構的真實性。 藝術家弗蘭克·布朗溫亦曾抨擊道：「從未有任何建築像塔橋這樣荒謬，卻被建造在如此重要的河流之上。」
然而，塔橋仍廣獲民眾喜愛，並在流行文化中佔據重要位置。1938年，《紐約時報》影評人本傑明·克里斯勒（Benjamin Crisler）曾形容：「英國人擁有三樣美國人所沒有、且無比珍貴的事物：《大憲章》、塔橋，以及亞弗列·希治閣。」建築歷史學家丹·克鲁克山克亦於2002年BBC電視紀錄片《英國最佳建築》中，將塔橋列為其個人推薦的四座建築之一。 塔橋與其周邊景觀也曾出現在BBC為2021年世界盃橄欖球聯賽所製作的宣傳片中。

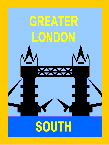
塔橋圖像用於大倫敦南部童軍縣的徽章設計

塔橋經常與上游的倫敦橋混淆。一則廣為流傳的都市傳說指出，1968年購入舊倫敦橋並運往美國亞利桑那州哈瓦蘇湖市的買家羅伯特·P·麥卡洛克，原本誤認為自己購得的是塔橋。然而，麥卡洛克本人否認此說法，且賣方代表伊凡·拉金（Ivan Luckin）亦曾公開澄清該傳言純屬虛構。
中國江蘇省蘇州市於2017年曾建造一座仿製版塔橋，該橋雖外觀類似，實際上並無可開啟機構，且擁有四座塔樓，與原橋設計相異。此橋於2019年進行整修，並重新設計外觀，以與倫敦塔橋有所區別。
塔橋亦被英國童軍總會納入視覺識別系統，為大倫敦地區童軍組織的象徵之一，並出現在倫敦六個童軍縣的徽章上。

## 特殊事件

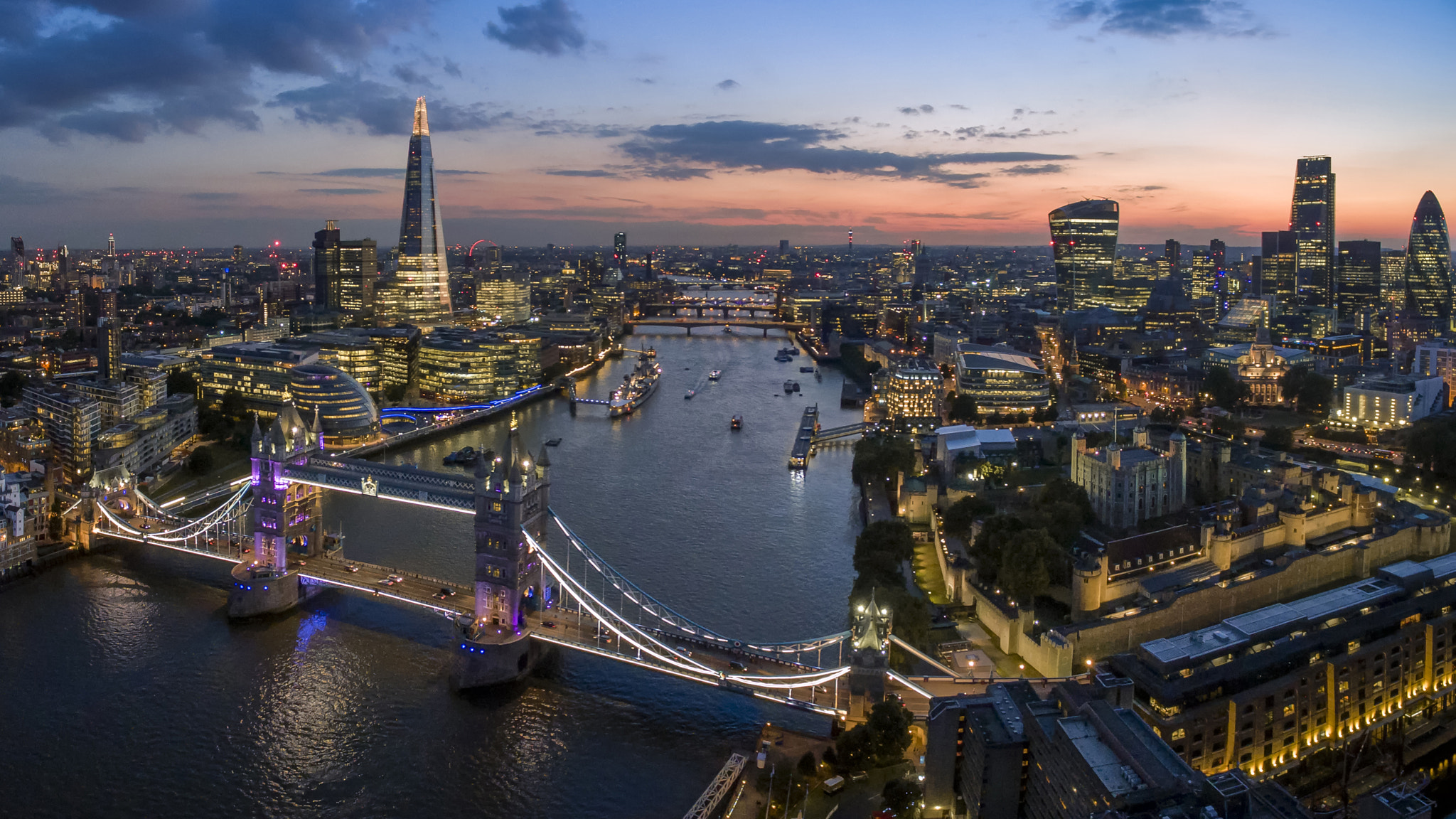
倫敦塔橋夜景

1912年8月10日，英國飛行先驅弗朗西斯·麥克林駕駛肖特兄弟S.33水上飛機，從塔橋的活動橋與上層步道之間穿越而過，該特技成為當時引人注目的壯舉。此後，他亦飛越了倫敦橋、黑衣修士橋與滑铁卢桥等泰晤士河上的多座橋樑。
1922年8月3日，一名13歲男童在塔橋南側的滑道上失足落水。一名男子跳入泰晤士河試圖救援，但兩人最終被卷入漂浮於巴特勒碼頭附近的駁船下方，不幸溺斃。
1952年12月30日，一輛78路線雙層巴士行經塔橋時，橋梁開啟機制發生故障。當時由替班操作員值勤，未及時阻止交通。巴士行駛至南側開合段邊緣時，該段開始升起。司機阿爾伯特·愛德華·甘特當機立斷，加速駛過1.8（5.9英尺）寬的縫隙，成功降落在尚未升起的橋面另一側。車掌腿部骨折，20名乘客中另有12人受輕傷。事後為表彰其冷靜應變與勇氣，甘特獲頒10英鎊獎金（折合2025年幣值約為£246.81）。

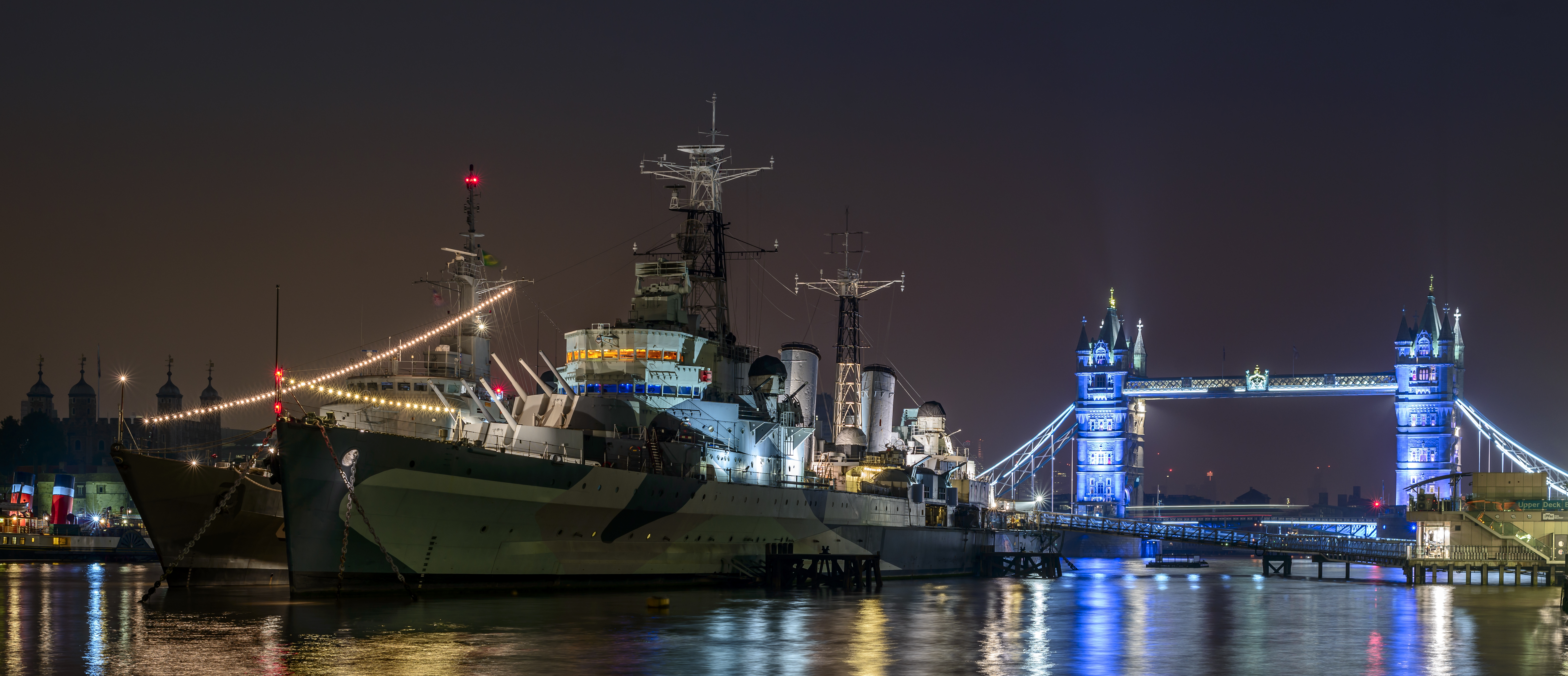
貝爾法斯特號輕巡洋艦與塔橋

1968年4月5日，一架隸屬英國皇家空軍第1中隊的霍克獵手戰鬥機FGA.9噴射戰鬥機，在未獲許可的情況下飛越塔橋下方通道。該名飛行員藉此表達對軍方未舉行皇家空軍50週年紀念飛越儀式的不滿，飛機以約300英里每小時（500每小時）的速度低空掠過威斯敏斯特宫後穿越塔橋。他在降落後被捕，並因「健康因素」遭開除，未經軍事法庭審理。
1973年7月31日，一名面臨證券詐欺指控的29歲男子彼得·馬丁（Peter Martin）以Beagle Pup單引擎飛機兩度低飛穿越塔橋下方。事件發生當日，他曾掠過市中心建築後北飛至湖区，最終墜毀身亡。
1997年5月，美國總統比爾·柯林頓與英國首相東尼·布萊爾共進午餐後，乘坐的車隊準備通過塔橋，適逢橋面因帆船「Gladys」依規定通行而開啟，導致車隊被迫中斷。美方人員未能即時與塔橋方取得聯繫，事件造成一時混亂。
1999年8月19日，倫敦市自由人傑夫·史密斯（Jef Smith）帶領兩隻綿羊跨越塔橋，以象徵自由人於市內放牧的傳統權利，藉此抗議年長者權益逐漸遭忽視。
2003年10月31日，為父爭公義運動一名抗議者扮成蜘蛛人攀上塔橋旁一座高約100英尺（30）的塔式起重機，並展開長達六日的抗議行動。警方為避免其墜落事故，封鎖塔橋及附近道路，導致倫敦市與東倫敦交通嚴重癱瘓。
2009年5月11日，塔橋北塔內一部電梯突然下墜約10英尺（3），造成6人受困並受傷。
2021年8月9日，塔橋因技術故障在升起後無法重新閉合，導致交通中斷約12小時。當日下午2時，塔橋為讓禧年帆船信託基金旗下的高桅帆船通行而啟動升橋機構，但隨後陷入卡住狀態，直至深夜才恢復正常。

## 另見
- 倫敦橋樑列表（英语：List of bridges in London）
- 泰晤士河渡口列表（英语：List of crossings of the River Thames）
- 开启桥

### 毗鄰塔橋的歷史遺跡
- 貝爾法斯特號輕巡洋艦
- 伦敦桥
- 沙德泰晤士街（英语：Shad Thames）
- 聖凱瑟琳碼頭（英语：St Katharine Docks）
- 倫敦塔

### 書籍
- Bamber, Judith (编). . Rough Guides. 1998  [3 November 2021]. ISBN 978-1-858-28348-7. （原始内容存档于10 February 2023）.
- Bracken, G. Byrne. . Marshall Cavendish. 2011. ISBN 978-9-814-43536-9.
- Cohen, Robert D. . Troubador Publishing. 2014. ISBN 978-1-783-06325-3.
- Frommer, Pauline; Cochran, Jason. . Frommer's. 2007  [3 November 2021]. ISBN 978-0-470-05228-0. （原始内容存档于10 February 2023）.
- Jepson, Tim; Porges, Larry. . 國家地理學會. 2014. ISBN 9781426213823.
- Jones, Nigel R. . Greenwood Publishing Group. 2005. ISBN 978-0-313-31850-4.
- Langmead, Donald; Garnaut, Christine. . ABC-Clio（英语：ABC-Clio）. 2001. ISBN 978-1-576-07112-0.
- Milne, Gustav. . Pen and Sword. 2020  [3 November 2021]. ISBN 978-1-526-7-6805-6. （原始内容存档于10 February 2023）.
- Peacock, Chris. . . Andrews UK Limited. 2011: 24–26  [3 November 2021]. ISBN 978-1-849-89386-2. （原始内容存档于10 February 2023）.
- Roberts, Christ. . Granta Books. 2005. ISBN 978-1-862-07800-0.
- Robins, Chris. . Amberley Publishing. 2017  [3 November 2021]. ISBN 978-1-445-66462-0. （原始内容存档于10 February 2023）.
- Shaw, Michael. . Ian Allan. 1986: 157. ISBN 9780711015814.
- Smith, Denis. . Thomas Telford. 2001. ISBN 0-7277-2876-8.
- Smith, Hubert Shirley. . Phoenix House. 1953: 153.
- Spencer-Silver, Patricia; Stephens, John Hall. . Six Martlets Publishing for the Newcomen Society. 2005. ISBN 978-0-954-48561-0.
- Stewart, Oliver. . Newnes. 1964: 40.
- Wade, John. . Pen and Sword. 2016  [3 November 2021]. ISBN 978-1-473-84902-0. （原始内容存档于7 April 2022）.
- Welch, Charles; Barry, John Wolfe; Benham, William. . Smith, Elder and Company. 1894.

### 期刊
- . Archive – the Quarterly Journal for British Industrial and Transport History (Lightmoor Press). 1994, (3). ISSN 1352-7991.
- Winchester, Clarence (编). . Wonders of World Engineering (London: Amalgamated Press). 13 July 1937, 1 (20): 575–580  [30 August 2013]. （原始内容存档于12 April 2014）.

### 電視節目
- 丹·克魯克山克. . . 第1季. 第1集. 2 November 2002. BBC.
- 羅伯·貝爾. . . 第1季. 第2集. 13 January 2021  [3 November 2021]. 第五台. （原始内容存档于29 September 2024）.

## 外部連結
- Official Tower Bridge Exhibition website
- Bridge Lift Times
- Video showing the interior of a bascule chamber as the bridge lifts